# Білі плечі (фільм, 1922)
«Білі плечі» («White Shoulders») — американська мелодрама режисера Тома Формана 1922 року.

## У ролях
- Кетрін Макдональд — Вірджинія Пітман
- Лілліан Лоуренс — місіс Пітман, її мати
- Том Форман — Роберт Лі Пітман, її брат
- Брайянт Вошберн — Коул Гоукінс
- Найджел Беррі — Клейборн Гордон
- Чарльз Френч — полковник Джим Сінглтон
- Джеймс О. Барроуз — суддя Блейклок
- Річард Гідрік — маленький Джиммі Блейклок
- Лінкольн Стедман — Моріс
- Фред Малатеста — «Амур» Калверт